# Campeonato Mundial de Ajedrez 1958
El Campeonato Mundial de Ajedrez 1958 fue un encuentro de desquite entre el retador y excampeón Mijaíl Botvínnik de la Unión Soviética y su compatriota y flamante campeón Vasili Smyslov. El match se jugó en Moscú, Rusia. El primer juego empezó el 4 de marzo de 1958. El último juego empezó el 9 de mayo que terminó en empate. Botvínnik ganó el match 12½–10½, recuperando su título y convirtiéndose en el campeón oficial número 5.

## Match
El match fue jugado como mejor de 24 juegos, las victorias contando 1 punto, los empates ½ punto, y las derrotas 0, y acabaría cuando un jugador llegue a 12½ puntos o más. Si el match acabara en un empate 12 a 12, el campeón defensor (Smyslov) retenería el título.
| Jugador          | 1 | 2 | 3 | 4 | 5 | 6 | 7 | 8 | 9 | 10 | 11 | 12 | 13 | 14 | 15 | 16 | 17 | 18 | 19 | 20 | 21 | 22 | 23 | Total |
| ---------------- | - | - | - | - | - | - | - | - | - | -- | -- | -- | -- | -- | -- | -- | -- | -- | -- | -- | -- | -- | -- | ----- |
| Vasili Smyslov   | 0 | 0 | 0 | ½ | 1 | 0 | ½ | ½ | ½ | ½  | 1  | 0  | ½  | 0  | 1  | ½  | ½  | 0  | 1  | ½  | ½  | 1  | ½  | 10½   |
| Mijaíl Botvínnik | 1 | 1 | 1 | ½ | 0 | 1 | ½ | ½ | ½ | ½  | 0  | 1  | ½  | 1  | 0  | ½  | ½  | 1  | 0  | ½  | ½  | 0  | ½  | 12½   |